# Růžový cadillac
Růžový cadillac (v anglickém originále Pink Cadillac) je americký akční film z roku 1989. Režisérem filmu je Buddy Van Horn. Hlavní role ve filmu ztvárnili Clint Eastwood, Bernadette Peters, Timothy Carhart, Gerry Bamman a John Dennis Johnson.

## Obsazení
| Clint Eastwood      | Tommy Nowak     |
| Bernadette Peters   | Lou Ann McGuinn |
| Timothy Carhart     | Roy McGuinn     |
| Gerry Bamman        | Buddy           |
| John Dennis Johnson | Wacross         |
| Michael Des Barres  | Alex            |
| Jimmie F. Skaggs    | Billy Dunston   |
| Bill Moseley        | Darrell         |
| Jim Carrey          | komik           |
| James Cromwell      | obsluha motelu  |
| Bryan Adams         | obsluha pumpy   |